# Tatiana de Rome
Pour les articles homonymes, voir Tatiana.
Sainte Tatiana de Rome (Tatiana en latin, Τατιανὴ en grec, Tatienne en français vieilli) est une martyre chrétienne du IIIe siècle sous le règne de l'empereur Sévère Alexandre.  
Elle aurait d'abord été la fille d'un consul romain chrétien et — devenue diaconesse — dénoncée comme chrétienne puis condamnée à être décapitée ou suspendue à une potence.

## Commémoration
Sainte patronne des étudiants et de l'université de Moscou, elle est célébrée par les orthodoxes russes le « Jour de Tatiana » (Татьянин день), date de la fin des examens d'hiver.